# Кавачі
Кавачі (ісп. Cahuachi), в Перу, був церемоніальним центром культури Наска, який процвітав у I—V ст. н. е.. Розташований у долині річки Наска над гігантськими зображеннями в пустелі Наска за 28 км від плато Наска, на якому є величезні зображення — геогліфи Наски.
Італійський археолог Джузеппе Орефічі протягом кількох останніх десятиліть щорічно організовує розкопки на цьому місці. У Кавачі знайшли понад 40 курганів, на вершинах яких розміщені глинобитні споруди. Також цей пам'ятник вивчала Елен Сильверман (Helaine Silverman), яка написала про нього книгу.